# 第三世界主義
第三世界主義（英語：Third-Worldism）是一個在1940年代晚期至1950年代早期冷戰時期出現的政治理念與意識形態，旨在團結起不願加入美國或蘇聯陣營的國家。這一概念與三个世界理论存在關聯，但兩者不盡相同。
支持第三世界主義的思想家與領袖們主張，世界的南北分歧與衝突在冷戰時期的東西對立當中至關重要。在三個世界模式里，第一世界國家屬於美國的盟友；這些國家自始至終有著較低的政治風險、機能更健全的民主制度、更穩定的經濟以及更高的生活水平。第二世界國家指受蘇聯影響、曾經以工業爲主而一度發達的社會主義國家。第三世界則包含了與北大西洋公約組織和共產主義集團均不存在聯係的餘下國家。在此背景下，第三世界通常被認爲包括非洲、拉丁美洲、大洋洲與亞洲各地有著被殖民歷史的國家。一些情況下，第三世界主義會與支持不結盟運動之國家同義，代表著由核心國家所掌控之世界經濟結構中的邊陲區域。
隨著非殖民化和區域主義在亞洲、非洲、中東、南美洲等前殖民地的發展，第三世界主義也與不同的新興政治運動緊密聯係起來，這其中包括了泛阿拉伯主義、泛非洲主義、泛美洲主義與亞細亞主義等。
第三世界運動的早期發展由第一次萬隆會議帶來開端，時年其主要領導人包括埃及的贾迈勒·阿卜杜-纳赛尔、印度尼西亞的蘇卡諾和印度的尼赫魯。其後的1960與1970年代，新一代的第三世界主義政府逐步重視更加激進與革命性的社會主義願景，以切·格瓦拉的形象最具代表性。隨著冷戰在1980年代末進入尾聲，第三世界主義也漸漸消退。
與第三世界主義運動相關聯的政治領袖一覽：
- 贾迈勒·阿卜杜-纳赛尔[2]
- 贾瓦哈拉尔·尼赫鲁[2]
- 胡志明[2]
- 夸梅·恩克鲁玛[2]
- 约瑟普·布罗兹·铁托[2]
- 胡阿里·布邁丁[2]
- 朱利叶斯·尼雷尔[2]
- 萨尔瓦多·阿连德[2]
- 羅伯·穆加貝[2]
- 切·格瓦拉[2]
- 帕特里斯·卢蒙巴[2]
- 邁克爾·曼利（英语：Michael Manley）[2]
- 蘇卡諾[2]
- 穆阿迈尔·卡扎菲[2]
- 阿米爾卡·卡布拉爾[2]
- 托马斯·桑卡拉[3]

## 延伸閱讀
- Bangura, Abdul Karim, "Toward a Pan-Third Worldism: A Challenge to the Association of Third World Studies (Journal of Third World Studies, Spring 2003)
- Hadiz, Vedi R., The Rise of Neo-Third Worldism?: The Indonesian Trajectory and the Consolidation of Illiberal Democracy[永久],
- Lopes Junior, Gutemberg Pacheco, The Sino-Brazilian Principles in a Latin American and BRICS Context: The Case for Comparative Public Budgeting Legal Research （页面存档备份，存于） Wisconsin International Law Journal, 13 May 2015
- Malley, Robert, The Call From Algeria: Third Worldism, Revolution, and the Turn to Islam （页面存档备份，存于） (UC Press)
- Malley, Robert, "The Third Worldist Moment", in Current History (November 1999)
- Slobodian, Quinn, Foreign Front: Third World Politics in Sixties West Germany (Duke University Press)
- Third Worldism or Socialism? （页面存档备份，存于）, by Solidarity UK